# Universidad Washington y Lee
La Universidad Washington y Lee (Washington and Lee University en idioma inglés) es una universidad privada ubicada en Lexington (Virginia), Estados Unidos de América.
Su nombre hace referencia al presidente George Washington y al general Robert E. Lee.

## Historia
Se fundó en 1749 como Augusta Academy, para cambiar a Liberty Hall Academy en plena fiebre revolucionaria, en 1776. En 1796, el presidente George Washington hizo una donación a la academia de 20.000 dólares  en acciones de la empresa James River and Kanawha Canal Company, cuyos dividendos pagan todavía hoy en día becas estudiantiles. En agradecimiento, la institución de enseñanza superior cambió su nombre de nuevo, a Washington Academy. En 1813 volvió a cambiar a Washington College. Tras la guerra de Secesión se eligió al general Robert E. Lee como presidente. Lee había sido superintendente de la Academia Militar de los Estados Unidos y su experiencia académica impulsó Washington College a incluir programas de ingeniería y crear las escuelas de negocios y derecho. Tras el fallecimiento de Lee en 1870, se incluyó su apellido junto al de Washington, adoptando la universidad su nombre actual de Washington and Lee University.

## Deportes
Washington & Lee compite en la Old Dominion Athletic Conference de la División III de la NCAA.